# Polypedates cruciger
Polypedates cruciger är en groddjursart som beskrevs av Edward Blyth 1852. Polypedates cruciger ingår i släktet Polypedates och familjen trädgrodor. IUCN kategoriserar arten globalt som livskraftig. Inga underarter finns listade i Catalogue of Life.